# جنگان، جلیل‌آباد
جنگان (به ترکی آذربایجانی: Cəngan) یک منطقهٔ مسکونی در جمهوری آذربایجان است که در شهرستان جلیل‌آباد واقع شده‌است. جنگان ۵۸۵ نفر جمعیت دارد.